# Boussac-Bourg
Boussac-Bourg é uma comuna francesa na região administrativa da Nova Aquitânia, no departamento de Creuse. Estende-se por uma área de 38,69 km². Em 2010 a comuna tinha 712 habitantes (densidade: 18,4 hab./km²).